# Pieter van der Werff
Pieter van der Werff, (Kralingen, 1665 - aldaar, 1722) was een Nederlands kunstschilder vooral bekend om zijn portretten van voorname personen. Hij was de jongere broer van Adriaen van der Werff.
Veel van zijn werken zijn opgenomen in de collectie van het Rijksmuseum Amsterdam.

## Galerij

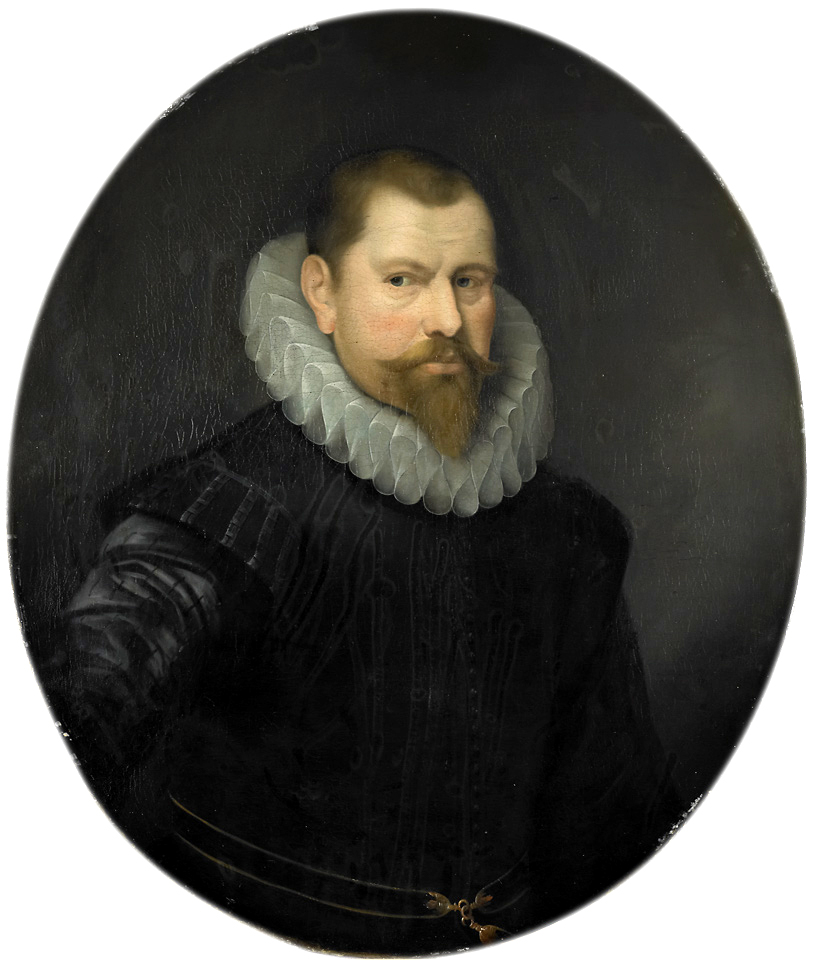
Cornelis Matelieff de Jonge
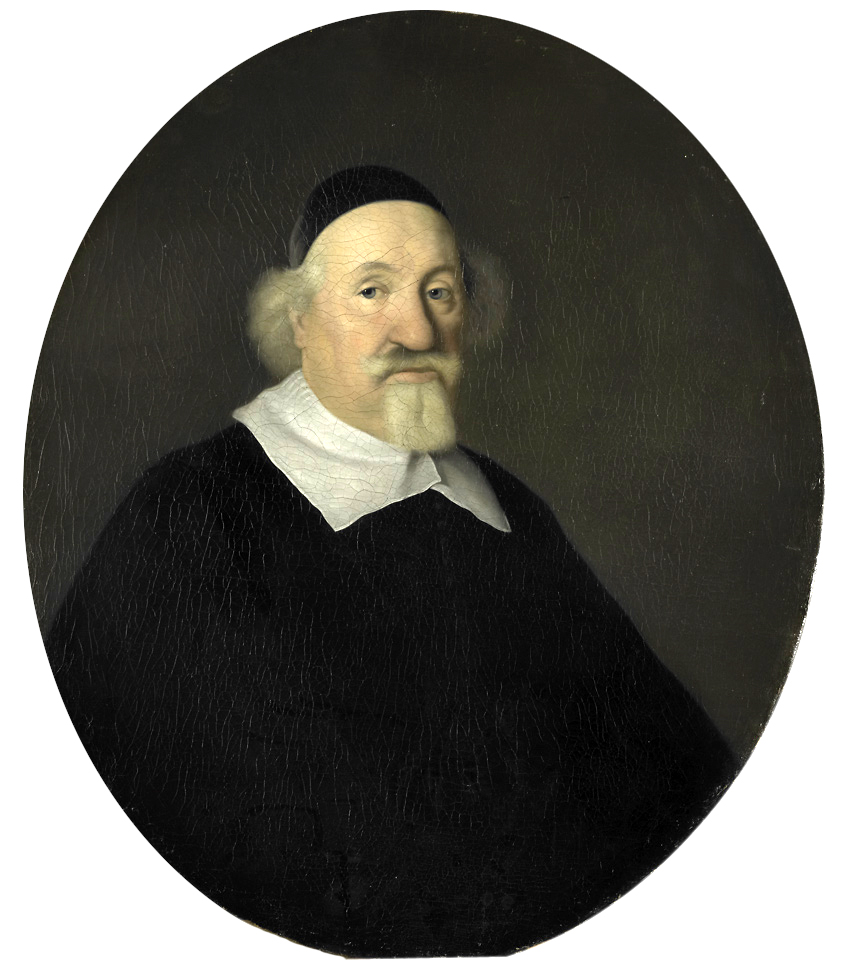
Adriaen Besemer
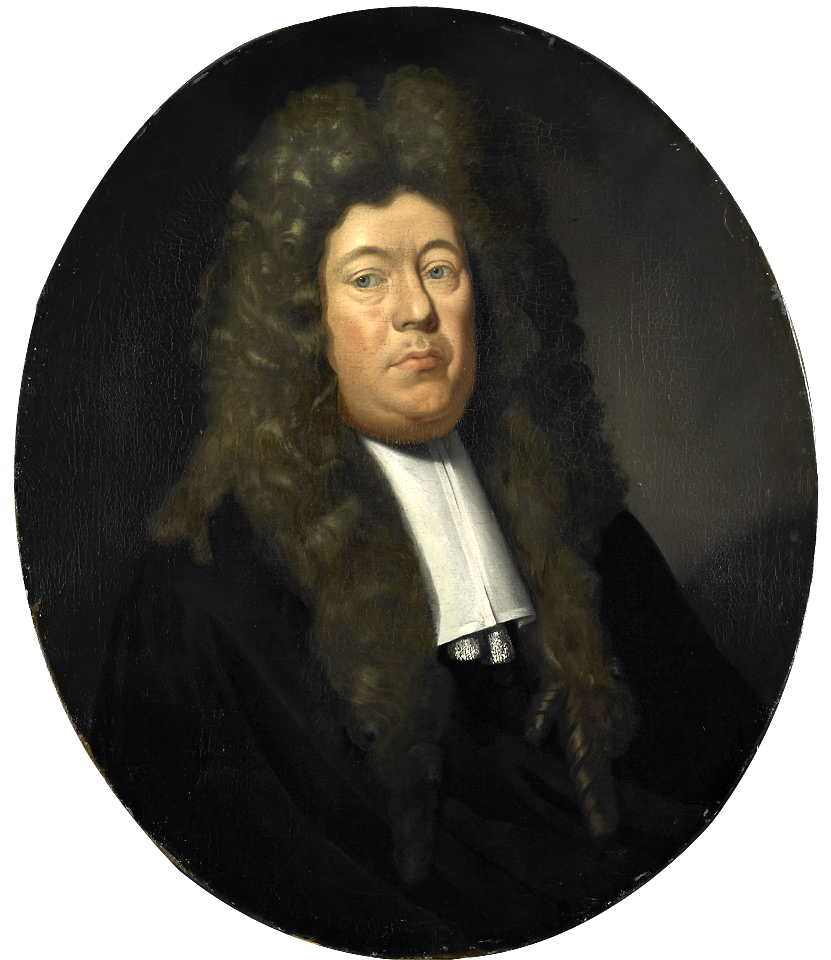
Adriaen Paets
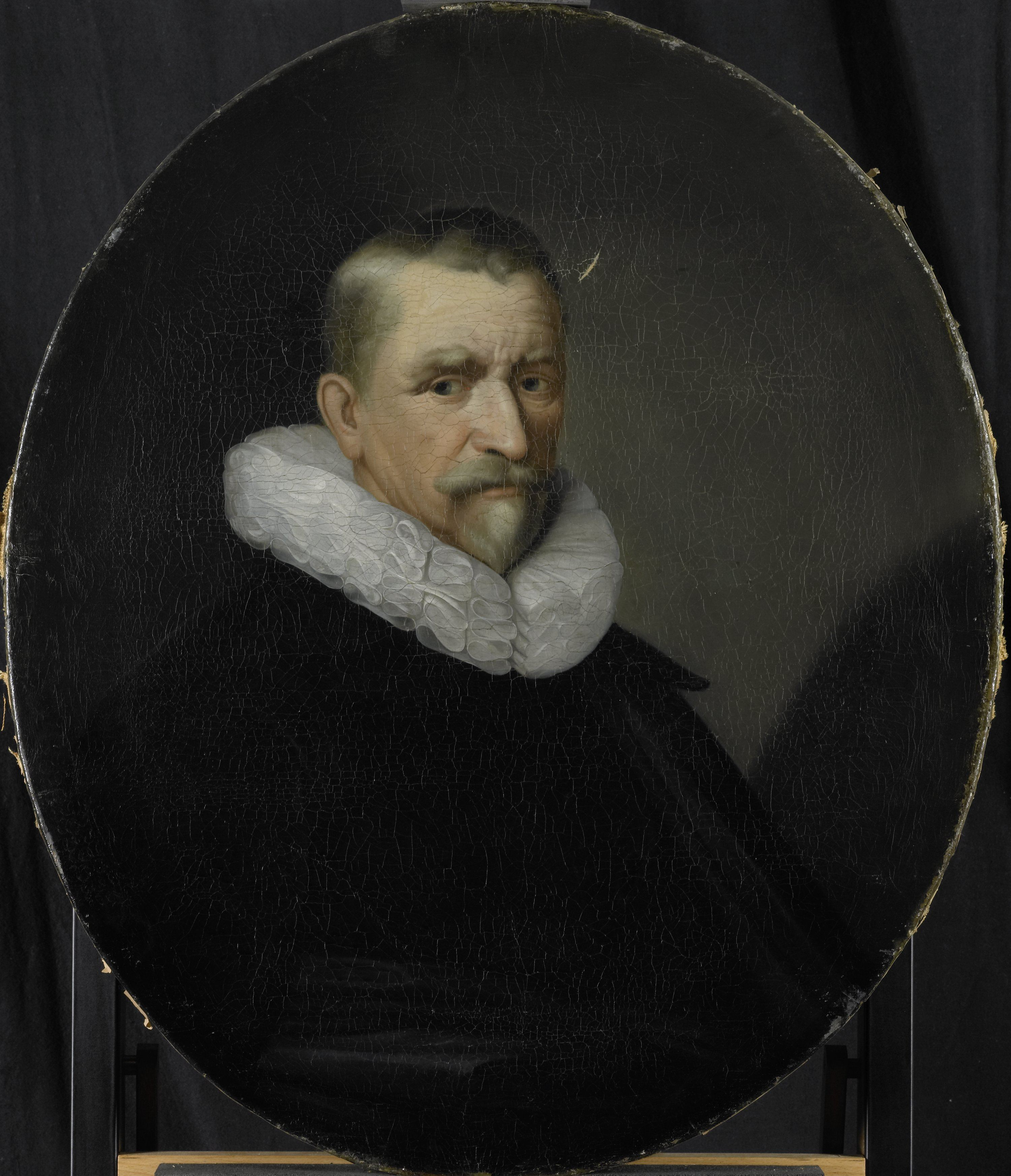
Cornelis Jansz Hartigsvelt
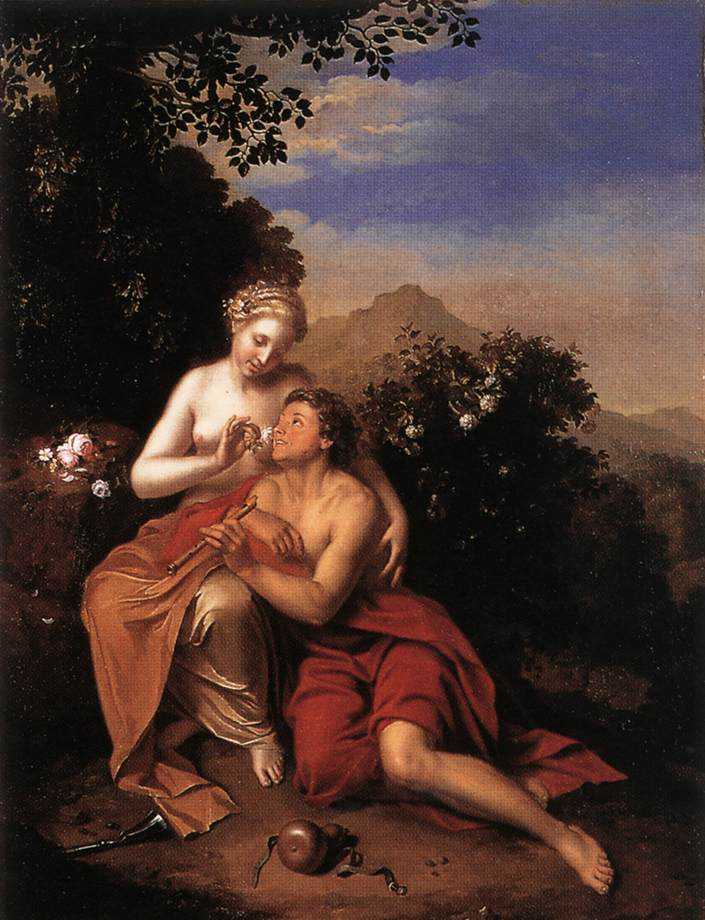
Granida en Daifilo (1711), collectie Wallraf-Richartz-Museum